# ロニー・ブラッドリー
ロニー・ブラッドリー（Lonnie Bradley、1968年9月16日 - ）は、アメリカ合衆国の男性プロボクサー。サウスカロライナ州チャールストン出身。元WBO世界ミドル級王者。

## 来歴
アマチュア時代のニューヨークゴールデングローブと全米アマチュア選手権スーパーライト級で優勝した実績を掲げ1992年11月19日、プロデビューを果たし初回TKO勝ちで白星でデビューを飾った。
1993年6月24日、トニー・マクリミオンと対戦し初回TKO勝ち。
1994年8月7日、ニューヨークのヴィラー・ローマ・リゾートでニューヨーク州ミドル級王者ロン・モーガンと対戦し10回2-0(95-95、97-93、98-92)の判定勝ちで王座獲得に成功した。
1995年3月3日、アポリナー・エルナンデスと対戦し2回にダウンを奪われるも9回と10回にダウンを奪い返し10回3-0(96-91、97-90、98-86)の判定勝ちで初防衛に成功した。
1995年5月19日、スティーブ・コリンズの返上に伴い空位となったWBO世界ミドル級王座決定戦でダビッド・メンデスと対戦し最終12回2分10秒TKO勝ちで王座獲得に成功した。
1995年7月15日、ダリオ・ビクター・ガリンデスと対戦し初回1分14秒TKO勝ちで初防衛に成功した。
1996年2月6日、ランディー・スミスと対戦し2回2分3秒TKO勝ちで2度目の防衛に成功した。
1996年5月7日、ルーニー・ベアスレイと対戦し12回3-0(119-109、118-109、120-106)の判定勝ちで3度目の防衛に成功した。
1996年8月30日、元世界2階級制覇王者サイモン・ブラウンと対戦。防衛戦の中で最大の難敵を迎えての試合だったが12回3-0(2者が117-111、117-113)の判定勝ちで4度目の防衛に成功した。
1997年3月4日、後のWBO世界ミドル級王者オーティス・グラントと対戦し12回1-1(115-113、113-115、114-114)の判定で引き分けに終わるも5度目の防衛に成功した。
1997年6月24日、MGMグランド・ガーデン・アリーナでジョン・ウィリアムスと対戦し8回45秒TKO勝ちで6度目の防衛に成功した。
試合後WBO世界ミドル級王座を返上した。
2003年11月7日、ダビッド・アロンソ・ロペスと対戦し7回1分35秒TKO負けでキャリア初黒星を喫した試合を最後に現役を引退した。

## 獲得タイトル
- ニューヨーク州ミドル級王座
- 第7代WBO世界ミドル級王座(防衛6=返上)